# Punk Goes 90's
Punk Goes 90's es parte de la serie de recopilaciones de Punk goes... creada por Fearless Records en la que algunos artistas crean versiones de populares canciones de los años 1990. La cubierta del disco hace referencia a Nevermind, disco de Nirvana , que apareció originalmente en la canción "In Bloom".

## Listado de canciones
| #   | Título                 | Intérprete                                                             | Intérprete Original    | Duración |
| --- | ---------------------- | ---------------------------------------------------------------------- | ---------------------- | -------- |
| 1.  | "March of the Pigs"    | Mae                                                                    | Nine Inch Nails        | 2:45     |
| 2.  | "Song 2"               | Plain White T's                                                        | Blur                   | 2:07     |
| 3.  | "Under the Bridge"     | Gym Class Heroes                                                       | Red Hot Chilli Peppers | 3:25     |
| 4.  | "Black Hole Sun"       | Copeland                                                               | Soundgarden            | 4:31     |
| 5.  | "Hey Jealousy"         | Hit the Lights                                                         | Gin Blossoms           | 2:58     |
| 6.  | "All I Want"           | Emery                                                                  | Toad the Wet Sprocket  | 3:49     |
| 7.  | "Losing My Religion"   | Scary Kids Scaring Kids                                                | R.E.M.                 | 3:57     |
| 8.  | "Wonderwall"           | Cartel                                                                 | Oasis                  | 4:53     |
| 9.  | "You Oughta Know"      | The Killing Moon                                                       | Alanis Morissette      | 3:41     |
| 10. | "Stars"                | Bleeding Through                                                       | Hum                    | 5:21     |
| 11. | "Enjoy the Silence"    | Anberlin                                                               | Depeche Mode           | 3:32     |
| 12. | "The Beautiful People" | Eighteen Visions                                                       | Marilyn Manson         | 3:35     |
| 13. | "Big Time Sensuality"  | The Starting Line                                                      | Björk                  | 3:12     |
| 14. | "In Bloom"             | So They Say                                                            | Nirvana                | 3:48     |
| 15. | "Jumper"               | BEDlight for BlueEYES (featuring Sebastian Davin of Dropping Daylight) | Third Eye Blind        | 4:04     |

- Datos: Q1932378